# Puszcza Niepołomice
Maillots
Actualités
Dernière mise à jour : 11 mai 2024.
Le Puszcza Niepołomice est un club polonais de football professionnel fondé en 1923 et basé à Niepołomice, dans la voïvodie de Petite-Pologne. Son équipe principale, entraînée par Dariusz Wójtowicz, prend part à l'édition 2023-2024 du championnat de Pologne de première division, et reçoit ses adversaires au stade municipal de Niepołomice, enceinte pouvant accueillir jusqu'à 1 000 personnes.
Le club est soutenu par Oknoplast, puissante entreprise basée dans la région.

## Histoire
En 2013, pour les 90 ans du club, l'équipe principale accède pour la première fois de son histoire à la deuxième division, après s'être classée deuxième de son groupe de II liga, la troisième division polonaise. En 2023, le club parvient à se qualifier pour la première fois de son histoire à la première division polonaise.